# BSイレブン競馬中継
BSイレブン競馬中継（ビーエスイレブンけいばちゅうけい）（英題：BS Eleven Keiba Relay）は、日本BS放送（BS11）が放送している中央競馬の中継番組である。

## 概要
毎週土・日曜日 午後0時（12時）からの第1部と、午後4時（16時）からの第2部で放送。番組名の「RELAY」が示す通り、BSと地上波の民放局が15:00より中継を行う時間帯を除いて放送する、一種のリレー形式が取り入れられている。
JRAの東西主場で行われる午後のレースを、パドックや返し馬も含め中継する。スタジオには「バーチャルスタジオ」の技術が導入されている。連動データ放送を実施しており、出馬表・オッズ・払戻金のデータを随時更新している。
2017年の放送分よりスタジオセットを刷新した。土曜日は高見侑里、高田秋ら女性が担当し、JRA広報部が「UMAJO」と呼ぶ女性ファンをターゲットにした内容、日曜は東幹久と宮島咲良を中心に初心者からベテランまで幅広い層にアピールする内容となった。

## 出演者
一部出演者は、当日夜に放送されるハイライト番組『うまナビ!』と兼務する。

### キャスター
土曜日
- 皆藤愛子 - タレント・フリー（セント・フォース所属）。2020年1月11日着任[5]。2020年6月7日放送回は宮島の代役で日曜にも出演。突発性難聴罹患のため、2021年4月24日を最後に一時休養し[6]、同年9月11日放送より復帰[7][注 4]。
- 森千晴 - タレント（セント・フォース所属）。2025年1月11日着任[注 5]。

日曜日
- 東幹久 - タレント（ポートレーブ所属）、2017年1月8日着任[8]。皆藤の病気療養に伴い、2021年5月1日から同年9月5日まで土日共に担当[7]。2022年9月24日は高田秋の休演に伴い代理出演。
- 宮島咲良 - 九州朝日放送→タレント（ワタナベエンターテインメント所属）。2017年1月8日着任、同年2月4日に高田の代役で土曜にも出演。2021年まで出演していた米田から付けられたあだ名は宮島総[8]。

### アシスタントアナウンサー
※ラジオNIKKEI東京本社報道スポーツ局所属アナウンサーによる交代出演
主にオッズ（2013年まで）、配当読み、パドック（2014年から）を担当する。また2013年までは第1部は原則としてスタジオ解説者が出演しなかったため、レース後の寸評もアシスタントアナウンサーが行っていたが、2014年からは第1部・第2部共にスタジオ解説者がレース後の寸評を行っている。
なおレースの実況は同じラジオNIKKEIの現場の実況アナウンサー（JRA公式映像、ラジオNIKKEI『中央競馬実況中継』及びグリーンチャンネル『中央競馬全レース中継』と同じ）が担当している。2013年まではアシスタントアナウンサーに入るのは木和田か、当時ラジオNIKKEI在職だった舩山のどちらかに固定されていたが、2014年以降他のアナウンサー陣が順次出演を始め、大関・中野が着任した2018年6月からは、その週にレース実況をしないアナウンサーがローテーションを組んで東京・お茶の水のBS11本社に出勤して当番組に携わることになった（BS11ではあまり中継されない第3場を実況する場合も同様）。
木和田の復帰に伴い、2022年1月から木和田は最低月に1回はBS11に登場し、木和田が担当する週以外にローテーション体制が適用される一方で、中野と米田が出演しなくなった。その後2023年いっぱいと2024年5月までは当時出演していた木和田を含む4人のアナウンサーで回していたが、2024年6月より山本直が新規加入。本番組スタート後にラジオNIKKEIに入社したアナウンサーとしては、米田に続いて2人目となる。
- 大関隼 - 2018年6月2日着任。
- 木和田篤 - 2011年1月9日着任[9]。2015年11月、大腸がんの手術を受けるため休職、一度退任した。2022年1月29日放送分より復帰し当週に宮島からキワダンスのあだ名を拝受するも、その次の同年3月5日放送分からキワダンスマルに変更された（本人曰く、社交ダンスの経験がないためそのあだ名は気に入らないという）。
- 小塚歩 - 2014年1月25日着任[10]。宮島に付けられたあだ名はコヅカッチャン。
- 小林雅巳 - 2016年6月4日着任。
- 山本直 - 2024年6月15日着任[注 7]。当週に宮島からナオレウスのあだ名を拝受。

### 競馬好きのお兄さん（土曜日）
- 舩山陽司 - NHK→ラジオNIKKEI→フリー（浅井企画所属）、2018年1月6日着任。なお番組開始時から2017年12月のラジオNIKKEI退社時まではアシスタントアナウンサーとして出演[9]。2021年7月14日の特別番組『2021ジャパンダートダービー生中継』において、フリー転向後初めてアシスタントアナウンサーを担当した（後述）。2022年9月24日は高田が新型コロナウイルス感染のため休演したため、アシスタントを兼任。

### 解説
土曜・日曜解説者
- 板津雄志 - サンケイスポーツ東京本社レース部。競馬記者界のファッションリーダーの異名を持つ。2013年までは日曜のみ出演、2016年よりフジテレビ『みんなのKEIBA』兼務のため2017年を最後に土曜日のみの出演となったが、2022年より土日両方に出演再開となった。
- 大上賢一郎 - スポーツ報知東京本社。2020年までは日曜のみ、2021年より土曜にも出演。通称信念を貫く熱血記者、初代最終キング。
- 須田鷹雄 - フリー評論家（須田鷹雄商店所属）、2013年より加入。通称絶対的な知識を持つ男 孤高の評論家。
- 立川敬太 - 東京スポーツ。田沼亨の退社独立に伴う後継として2014年より加入。通称調教と取材の二刀流。2021年10月30日よりラジオ日本『競馬実況中継』（土曜1部）兼務。2024年9月15日より日曜日にも出演した。これにより土曜日のみの解説者が現時点ではゼロとなっている。
- 丹下日出夫 - ホースニュース・馬→毎日新聞。 レース予想の礎を築いたレジェンドの異名を取る。ホースニュース社倒産まで『ワイド中継』（日曜）に出演していたが当番組立ち上げと同時に復帰。
- 藤井真俊 - 内外タイムス→リアルスポーツ→東京スポーツ、川上の降板に伴い2019年より加入。通称独自取材のノンフィクション予想。2020年9月12日よりラジオ日本（土曜1部）正面解説兼任のため、土曜の当番組に出演する場合はラジオ日本に立川ないしは他の同僚記者が出演する。
- 三浦凪沙 - サンスポ東京本社レース部。プロ野球横浜DeNAベイスターズ第31代監督三浦大輔の長女[注 8]。柴田の後任として2022年4月2日より加入。2024年6月16日より日曜日にも出演。

日曜解説
- 井上力心（いのうえ・よしきよ） - 日刊スポーツ東京本社。木南の後任として2024年7月21日着任。
- 小林正明 - デイリースポーツ東京本部東日本主場本紙予想担当。2014年より加入。通称必勝請負人。『中央競馬実況中継』（第1放送・土曜中山開催時パドック解説）兼務。
- 鈴木正 - スポニチ東京本社。通称レース分析の鬼 、2・4代目最終キング。
- 髙木翔平 - スポニチ東京本社東日本主場本社（本紙）予想担当。田井の後任として2025年1月19日より着任。
- 刀根善郎 - デイリースポーツ東京本部。豊島の降板による穴埋めとして2016年より加入。通称元育成牧場勤務 調教マイスター。
- 吉岡哲哉 - 競馬ブック東京支社東日本主場本紙予想担当、2020年よりスタジオ解説者も兼任。競馬新聞トラックマンでは唯一の出演。
- 桑原幹久 - 日刊スポーツ東京本社東日本主場本紙予想担当。松田の後任として2025年6月8日着任。

パドック解説者は競馬新聞トラックマンを起用しているのに対し、スタジオ解説者はスポーツ新聞の競馬記者が多く出演する。更に毎日新聞社がBS11を運営する日本BS放送社の株主、またBS11の本社が当初毎日新聞東京本社と同じ東京・竹橋のパレスサイドビルにあった縁から、競馬中継では珍しく一般紙の毎日新聞からも丹下が派遣されている。
2013年までは準レギュラー解説者が出演するのは原則的に第2部のみで、2012年までの月曜祝日開催でフジテレビ（『みんなのKEIBA』）やテレビ東京（『ウイニング競馬特別中継』）での中継がなく、ノンストップで放送される場合に限って番組開始時から準レギュラー解説者がスタジオ出演していたが、2014年からスタジオ解説者は、1部、2部通して出演することになった。それに伴い、各新聞社より1名から2名ずつに解説者が増員されている。また、『ワイド中継』『ワンダーランド』のように各競馬場に設置された放送席からではなくBS11のバーチャルスタジオから放送する都合上、スタジオ解説者は原則関東所属の記者となる。
2013年までは丹下と田沼の2人が土曜・日曜のどちらにも出演していたが、2014年に田沼が東スポ退社と共に当番組を降板したため、後任として板津が土日とも出演に変更。しかし板津は2016年から『みんなのKEIBA』実況席解説を兼務するため、本番組では土曜のみの出演に変更され、代わりに大上（当初は日曜のみ）や藤井（当初は土曜のみ）が土日両方に出演するようになった。また板津も2022年から再び土日の両方に出演する。それ以外の解説者は原則的にどちらかの曜日のみの出演となっている。
なお、基本的にスタジオ解説者は番組側から通称を付けられるが、三浦と吉岡は2022年6月現在、付けられていない。また、吉岡は紹介VTRも作成されていない。

### パドック解説
通年で出演するパドック解説者は太字（第1部に出演）。

#### 関東主場
パドック解説を担当する競馬新聞社は『ワンダーランド』を単独で協賛し、『ワイド中継』にもレギュラー解説者を送っていた競馬ブックと『ワイド中継』開始当初から最終回まで一貫してレギュラー解説者を送っていた日刊競馬・競馬研究（現：研究ニュース）の2社3紙が前番組からの流れで引き続き担当する。なおケイバブックグループでも2020年9月にグループ入りした勝馬のトラックマン・評論家は2023年12月現在出演していない。
土曜・日曜とも週、もしくは開催競馬場によって持ち回りを基本とする。また日刊競馬トラックマンは当番組、及び『うまナビ』に計9名のトラックマンが出演しているが両方の番組に出演するのは郡のみで、その他の8名はどちらか1番組のみの出演となっている。パドック解説は当初は現地競馬場からの電話リポートであったが、2013年より電話リポートからBSイレブン独自カメラによる解説者の顔出し出演でのパドック解説に変わっている。
土曜担当
第1・3週
- 小木曽大祐 - 日刊競馬。2011年は新潟放送（BSNテレビ）『ワンダフル競馬』兼務のため日曜担当。2012年から2018年までは土日ともに定期的出演していたが、2019年より土曜のみの出演となった。
- 郡和之 - 日刊競馬。2011年は土曜担当。2012年から2017年までは土日とも定期的に出演、2018年から2022年6月までは『うまナビ!』東京開催解説と兼任のため、福島・新潟主場開催期間中のみ不定期出演だった。また2015年までは函館・札幌開催期間中は原則出演しなかった。

第2・4週
- 京増真臣 - ダービーニュース→研究ニュース関東、2016年から担当。吉岡がスタジオ解説者として出演する際には特例で日曜に出演する場合あり。

第1・3週は夏競馬期間中のみ小木曽と郡のどちらかの出演となる。
日曜担当
第1・3週
- 藤本貴久 - ホースニュース・馬→日刊競馬、2011年は土曜担当。2018年までは土日とも定期的に出演していたが、2019年より日曜のみの出演となった。ただし新潟の第3場開催時、および函館・札幌開催期間中は原則出演しない。
- 郡和之 - 日刊競馬、藤本が新潟の第3場開催期間および函館・札幌開催期間出張中のみ出演。

日曜日の第1・3週については原則として藤本の出演であるが、夏競馬開催時や裏開催での新潟開催時に加え、GIレース開催日については郡が優先的に起用されている。
第2・4週
- 吉岡哲哉 - 競馬ブック東京支社トラックマン。『ワイド中継』（日曜）に引き続いて出演、『うまナビ!』（中山開催時）、『中央競馬実況中継』（第1放送・土日とも午前月替わりメイン解説、午後日替わりパドック解説）兼任、MBSラジオ『みんなの競馬』関東GIレース解説を歴任。また2020年よりスタジオ解説者も兼務。

当初は土・日曜の第1・3週の関東主場パドック解説は日刊競馬の小木曽・藤本・郡の3人が明確なローテーションはなく、持ち回りで順次担当していた。この3名については2012年よりラジオNIKKEI（第1放送・日曜午前）パドック解説者も持ち回りで担当していたが、2019年1月以降、郡が土曜午後、小木曽が日曜午後のラジオNIKKEIメイン解説者として固定化されたため、当番組のパドック解説も小木曽が土曜午後、藤本が日曜午後にほぼ固定。しかし2022年6月に本紙予想だった飯田正美が退職した影響で同年10月の東京開催以降再び持ち回り制となり、郡は『うまナビ!』兼任を解除された上で当番組パドック解説を担当することになった。

#### 関西主場
2014年より関西主場のパドック解説はケイバブックグループ所属トラックマンが担当することとなった。日曜担当の日比野は2017年より毎週レギュラーとなる。
なお、第3場は第2部冒頭で最終レースのみ放送するのが基本のため、パドック解説者は置かれない。
土曜担当
- 青木行雄 - 競馬ブック栗東本社トラックマン。2014年から加入。日曜日はMBSラジオ『みんなの競馬』→『GOGO競馬サンデー!』でレギュラー解説者。
- 海士部彰 - 競馬ブック栗東本社トラックマン。2014年から加入。『ワンダーランド』にも出演。

日曜担当
- 日比野正吾 - 競馬フアン→競馬ダービー→競馬ニュース→研究ニュース関西。2013年から加入し同年は主に土曜に出演。2017年より毎週レギュラー固定となった。

#### 2場開催時の北海道
2023年から夏季に西日本主場の開催が休止となり、新潟・札幌の2場のみで開催される期間については、本来西主場を担当しているパドック解説者が札幌競馬場に出張して解説を行うが、2024年からはこの時期北海道に滞在している日刊競馬のトラックマンが新潟競馬休止時間帯を中心に、札幌競馬のパドック解説を行う例がみられるようになった。
新潟が暑熱対策を行わない日、および福島開催日の北海道で8Rまたは9Rに組まれる2歳オープン特別については第1部の放送時間内でも生中継される。
- 谷口弘晃 - 日刊競馬。2024年8月3日着任、宮島から付けられたあだ名はタニーズ（発音によってはタニグーと聞こえる場合もある）。
- 唐島有輝　- ケイバブック。2025年8月16日着任。宮島から付けられたあだ名はカラヤン。
- 望月太一郎 - 勝馬。2025年8月2日着任。宮島から付けられたあだ名はモチマル。

### ゲスト
2022年途中までは『ワイド中継』と同様ゲスト解説が入るのは極めて稀で、それも元騎手や調教師といった競馬サークル内の人士がほとんどだった。同年4月16日の放送に元『雨上がり決死隊』のお笑い芸人蛍原徹が芸能人として初めてゲスト出演し、以後はJRAの馬主資格を持っていたり他局で競馬関連番組を担当したりするなど、競馬に理解のある他競技の著名人や芸能人を呼ぶ機会が増えている。
ちなみに、競馬サークル内での最多出演者は元騎手の安藤勝己で2025年5月25日現在までに7回出演している。
- 相埜裕樹（KBS京都アナウンサー・『うまDOKI』第3代男性司会者、2024年11月23日[注 17]）
- 甘粕代三[注 18]（香港競馬評論家、2011年12月4日）
- 安藤勝己（元JRA騎手、2019年10月20日、2022年12月4日、2023年5月21日、同年12月2日、2024年6月2日、同年12月1日、2025年5月25日）
- 池江泰郎（元JRA調教師、2011年10月10日、2014年4月13日）
- 池添謙一（JRA騎手、2023年1月29日）
- Dr.コパ（実業家・JRA馬主、2023年12月16日）
- 佐藤哲三（元JRA騎手、2015年7月19日）
- 斎藤司（漫才コンビ『トレンディエンジェル』、2022年4月30日）
- 酒井一圭（歌謡グループ｢純烈｣リーダー、2022年5月21日、2023年4月29日、同年10月21日）
- 里崎智也（プロ野球解説者、2024年4月6日）
- 陣内孝則（俳優・JRA馬主、2022年6月25日）
- 田中勝春（元JRA騎手・現調教師、2024年2月4日）
- 橋田満（元JRA調教師・日本調教師会名誉会長、2023年4月30日）
- 林家希林（落語家、2024年5月18日、同年8月4日、同年10月26日、2025年5月31日予定）
- 藤沢和雄（元JRA調教師、2022年2月27日）
- 蛍原徹（東海テレビ『KEIBA BEAT』MC、2022年4月16日、2023年4月15日、2024年11月30日）
- ほのか（KBS京都『うまDOKI』第5代女性司会者、2023年11月25日[注 19]、2024年11月23日[注 20]）
- 松田国英（元JRA調教師、2022年5月22日）
- 三浦大輔（横浜DeNAベイスターズ第31代監督・JRA馬主、2023年12月23日[注 21]、2024年12月21日[注 22]）
- 安田隆行（元JRA騎手・調教師、2024年5月5日）
- 音無秀孝（元JRA騎手・調教師、2025年4月20日）
- 山本昌（プロ野球解説者・JRA馬主、2022年10月29日、2023年5月13日、2024年4月13日[注 23]、2025年5月10日）
- Lynn（声優、2022年5月14日）

### 過去の出演者
キャスター
- TIM（ゴルゴ松本・レッド吉田） - 初代MC。2011年1月5日のスタートと同時に着任。2016年12月25日放送限りで退任、以後は専らダートグレード競走特別番組を担当。ただし2017年5月14日放送では谷と共に出演[8]。
- 谷桃子 - 土曜アシスタント担当。立ち上げから2013年12月まで在任。その後2017年5月14日にもTIMの2人と共に出演。
- 岡村麻純 - フリー（2TOUCH→タッチアップエンターテインメント所属）、日曜アシスタント担当。立ち上げから2013年12月まで在任。通称オカパネ。
- 松本あゆ美 - フリー（セント・フォース所属）、土曜アシスタント担当。2014年1月11日着任、高田と交代するため2016年12月25日放送限りで退任[8]。
- 内田敦子 - 東日本放送→フリー（セント・フォース所属）、日曜アシスタント担当。2014年1月着任、宮島と交代するため2016年12月25日放送限りで退任。通称あっちゃん[8]。
- 高見侑里 - フリー（セント・フォース所属）、土曜キャスター担当。2017年1月7日着任、皆藤と交代するため2019年12月28日放送限りで退任[8]。
- 藤原丞（アンダーパー・人力舎所属） - 土曜バレット担当、2017年1月7日着任。翌週から『バレット藤原』の名前で出演、同年12月23日放送限りで退任[8]。
- 高田秋 - タレント（かつてはレプロエンタテインメントに所属していたが、2024年10月末を以ってマネジメント契約を終了し、現在はフリー）、土曜アシスタント担当[注 24]。2017年1月7日着任、2022年9月24日は新型コロナウイルスに感染したため休演した。2024年12月28日限りで退任[11]。

キャスターの変遷
| 期間                                   | キャスター | キャスター | アシスタント | アシスタント |
| 期間                                   | 土曜       | 日曜       | 土曜         | 日曜         |
| -------------------------------------- | ---------- | ---------- | ------------ | ------------ |
| 2011年1月 - 2013年12月                 | TIM        | TIM        | 谷桃子       | 岡村麻純     |
| 2014年1月 - 2016年12月                 | TIM        | TIM        | 松本あゆ美   | 内田敦子     |
| 2017年1月 - 2019年12月                 | 高見侑里   | 東幹久     | 高田秋       | 宮島咲良     |
| 2020年1月 - 2021年4月                  | 皆藤愛子   | 東幹久     | 高田秋       | 宮島咲良     |
| 2021年5月 - 2021年9月                  | 東幹久1    | 東幹久     | 高田秋       | 宮島咲良     |
| 2021年9月 - 2024年12月                 | 皆藤愛子   | 東幹久     | 高田秋       | 宮島咲良     |
| 2025年1月 -                            | 皆藤愛子   | 東幹久     | 森千晴       | 宮島咲良     |
| - 1 皆藤の療養に伴い土日の司会を兼務。 |            |            |              |              |
アシスタントアナウンサー
- 中野雷太 - ラジオNIKKEI、2018年1月20日着任。2023年度より佐賀競馬場場内実況兼任のため、2022年12月18日放送分を最後に当番組に出演しなくなった。
- 米田元気 - 福島テレビ→ラジオNIKKEI、2020年6月6日着任。木和田の復帰に伴い、実況業務に専念するため2021年12月5日放送分を最後に退任。宮島に付けられた通称はオヨネーズ。出演時は別室対応（後述）だったため通常放送では唯一スタジオ進行がなかった（地方競馬ダートグレード競走の日はスタジオ進行をしていた）。

両名ともに番組内のGI予想テロップについては、当番組出演終了後も2024年のある時期までは表示されていたが、現在は表示されていない。また、両名とも佐賀競馬開催期間外に中央競馬が開催される場合には古巣であるラジオNIKKEIに事実上復帰して実況する場合もある（一例として米田は2024年12月21日の京都開催、中野は同年12月8日の中京開催がそれぞれ該当）。
スタジオ解説者
- 川上大志 - スポーツ報知東京本社、日曜スタジオ解説者。椎名の後任で2018年のみ出演。
- 木南友輔 - 日刊スポーツ東京本社中央競馬担当キャップ。高木の後任として加入。2018年 - 2024年3月。通称奇跡をたぐり寄せる「キナミの帝王」[注 25]。
- 椎名竜大 - スポーツ報知東京本社OB、日曜スタジオ解説者。2014年 - 2017年。退社のため降板。
- 柴田章利 - サンスポ東京本社、元東日本主場本紙予想担当。2014年 - 2021年11月28日。通称ミスタークールの異名を持つ男。
- 田井秀一 - スポニチ東京本社。2022年3月13日 - 2024年9月1日。通称馬体分析のエキスパート。大阪本社へ転勤のため退任。
- 高木一成 - 日刊スポーツ東京本社、元本紙予想担当[注 26]、日曜スタジオ解説者。通称タカパネ、3代目最終キング。
- 田沼亨 - 東京スポーツ→フリー評論家（東京中日スポーツ契約）。2011年-2014年。スタジオ解説者として土日担当、『ウイニング競馬』も兼務。2014年に東スポを退職した際に立川と交代し降板。通称タヌキング。
- 徳光和夫 - 日本テレビ→フリー（オフィスラ・メール所属）、番組特別顧問、ご意見番としてGI[注 27]レース開催日を中心に第2部のみの出演。
- 豊島俊介 - デイリースポーツ東京本部→スポーツ報知東京本社。2014年より加入、日曜スタジオ解説者。2015年8月16日放送分を最後に出演がなくなり、2016年より『ウイニング競馬』へ異動のため退任。
- 細江純子 - JRA騎手→ホース・コラボレーター。通称元祖女性騎手。『ワイド中継』（土曜）に引き続き出演、『みんなのKEIBA』[注 28]（関西GI開催週[注 29]はカンテレ『KEIBA BEAT』）解説兼務のためレギュラー放送への出演は土曜日中心だった。2020年1月25日を最後にレギュラー放送には出演しなくなり、以後はダートグレード競走特別番組のみの出演（後述）。「WIN&PLACE」のコーナーには籍を残していたが2023年6月25日のGI宝塚記念を最後に外れ、準レギュラー格としては退任となった。
- 松田直樹 - 日刊スポーツ東京本社第6代東日本主場本紙予想担当[注 30]。定年退職した水島の後任として2020年10月加入。番組が付けた通称は傾向と対策で絶対的勝利を導く男だが、東には松田ァ!!と呼び捨てにされることがあった。異動により日刊スポーツ東京レース部を離れるため、2025年3月23日放送限りで本紙予想共々退任。
- 水島晴之 - 日刊スポーツ東京本社第4代東日本主場本紙予想担当[注 31]。日曜スタジオ解説者。2014年 - 2020年9月。通称単複マイスター。2024年8月25日死去。

パドック解説者
- 川田英太 - 競馬ブック栗東本社OB。2011年 - 2012年、関西主場パドック解説。レギュラー出演時は松本と交互隔日出演。2012年12月限りでケイバブックを退社したため退任。
- 久保木正則 - 日刊競馬、2011年-2012年。夏競馬開催期間中の日曜東日本主場パドック解説。ラジオNIKKEI（第1放送・土曜）へ異動のため退任。
- 永山弘樹 - 競馬ダービー→競馬ニュース→研究ニュース関西。2015年 - 2016年。日曜関西主場パドック解説。
- 船津裕司 - 競馬フアン→競馬ダービー→競馬ニュース→研究ニュース関西。2014年。日曜関西主場パドック解説担当。
- 星野英治 - 競馬研究→研究ニュース関東。『ワイド中継』に引き続いて2015年まで土曜関東主場パドック解説。『うまナビ!』も兼務。定年退職のため、2015年12月27日放送限りで退任。
- 松本晴夫 - 競馬ブック栗東本社OB。『ワンダーランド』に引き続いて関西主場パドック解説。定年退職のため、2013年12月22日放送限りで退任。

## 放送時間

### BS11
原則として中央競馬の開催がある土曜・日曜に放送。かつては祝日も中継していたが、現在は中継していない。また、地上波テレビでの中継時間が通常より変更される場合BS11側の放送時間もこれに合わせて変更される。
- （第1部）12:00 - 14:30（土曜）、12:00 - 15:00（日曜）[12]
- （第2部）16:00 - 17:30[12]

### ネット局
以下の独立テレビ局では土・日曜の14時台の1時間に、「JRA競馬中継」（ジェイアールエイ・けいばちゅうけい）の名称で放送する。2010年12月まで放送された『中央競馬ワイド中継・第1部』の後継。通常、土曜日の14時30分以降を除きBSと地上波の同時放送となる。なお、同時放送となる時間帯は番組タイトルを名乗らず、飛び乗りに際し「この時間からご覧の皆さまも「競馬中継」をお楽しみいただきます」にとどめる。オープニング・エンディングの映像・音楽は『中央競馬ワイド中継』最末期版の流用であり、番組タイトルのみ差し替えた。
| 放送 対象地域 | 放送局                     | 系列                            | 放送時間                              | 備考 |
| ------------- | -------------------------- | ------------------------------- | ------------------------------------- | --- |
| 神奈川県      | テレビ神奈川（tvk）        | 独立局 （首都圏トライアングル） | 土曜・日曜 14:00-15:00 （同時ネット） | 土曜日14:30以後は裏送り。 全国高等学校野球選手権地方大会や全国高等学校サッカー選手権大会準決勝・決勝中継など、各県内のスポーツ中継があり、優先順位が高い場合は放送休止になるか、雨天中止・早終了の場合に限り放送する場合がある。 日曜日にBSイレブンの放送終了時刻が繰り上がり、15時台に放送されているフジテレビの『みんなのKEIBA』が14:40に開始し、且つ15時台に日本放送協会（NHK）の中継も入る場合（日本ダービー、ジャパンカップ、有馬記念の開催日）は全局休止。 |
| 埼玉県        | テレビ埼玉（テレ玉）       | 独立局 （首都圏トライアングル） | 土曜・日曜 14:00-15:00 （同時ネット） | 土曜日14:30以後は裏送り。 全国高等学校野球選手権地方大会や全国高等学校サッカー選手権大会準決勝・決勝中継など、各県内のスポーツ中継があり、優先順位が高い場合は放送休止になるか、雨天中止・早終了の場合に限り放送する場合がある。 日曜日にBSイレブンの放送終了時刻が繰り上がり、15時台に放送されているフジテレビの『みんなのKEIBA』が14:40に開始し、且つ15時台に日本放送協会（NHK）の中継も入る場合（日本ダービー、ジャパンカップ、有馬記念の開催日）は全局休止。 |
| 千葉県        | 千葉テレビ放送（チバテレ） | 独立局 （首都圏トライアングル） | 土曜・日曜 14:00-15:00 （同時ネット） | 土曜日14:30以後は裏送り。 全国高等学校野球選手権地方大会や全国高等学校サッカー選手権大会準決勝・決勝中継など、各県内のスポーツ中継があり、優先順位が高い場合は放送休止になるか、雨天中止・早終了の場合に限り放送する場合がある。 日曜日にBSイレブンの放送終了時刻が繰り上がり、15時台に放送されているフジテレビの『みんなのKEIBA』が14:40に開始し、且つ15時台に日本放送協会（NHK）の中継も入る場合（日本ダービー、ジャパンカップ、有馬記念の開催日）は全局休止。 |
| 群馬県        | 群馬テレビ（ぐんテレ）     | 独立局                          | 土曜・日曜 14:00-15:00 （同時ネット） | 2012年9月をもって一度ネットを終了したが、2025年4月6日より12年半ぶりにネットを再開。 |

### 過去のネット局
いずれも独立局。2012年9月をもってネットを終了。
- とちぎテレビ[14]
- 三重テレビ放送[14]
- 奈良テレビ放送[14]
- サンテレビジョン[14]
- 京都放送[14]

なお、KBS京都とは、2023年11月25日の放送で、上記各局のネット打ち切り以来11年ぶりとなる共同コラボ放送を行い、BS11競馬中継からは高田と宮島が『うまDOKI』にゲスト出演し、逆にほのかが当番組に全編を通してゲスト出演した。また、2024年は11月23日の放送で、2025年にも4月5日の放送でコラボ放送を実施した（この回は宮島と林が出演）。ただし『うまDOKI』はスタジオ部分のみの出演で『ウイニング競馬』でネットされるレース中継部分（実況席）には出演しない。
特別編成時の措置
BS民放局の編成の都合により、放送時間が変更されることがある。

## 主なコーナー

### 現在
七夕賞ウィークの放送
毎年、福島競馬場で開催するサマーシリーズの中のサマー2000シリーズとして行われる七夕賞。その週に限り、出演者全員が浴衣姿になって番組を進行する。
現場は見た!→Today's EYE EAST／WEST
パドック解説者によるレース回顧や新馬戦の結果、明日の注目馬などを紹介。
WIN&PLACE（日曜1部）
GI開催日に行われるコーナー。WINは単勝、PLACEは複勝のことでパドック解説を含めた解説者21名によるGIの本命馬予想。本命1着に来ると次回GIの同コーナーで金の王冠が、2着3着は同様に銀の王冠、銅の王冠が表示される。
咲良の複勝トリプルアクセル→目指せ!3頭BOXのパーフェクト的中 トリプルワイド
東西きゅう舎FILE（土曜2部）
東西の調教師や厩舎の紹介。
開催替わり この騎手を狙え!（日曜2部）
明日の重賞分析
解説者と共に明日開催されるJRAの重賞を分析していく。主に土曜2部で行われるが、月曜開催がある場合は日曜2部にも行われる。また、JRAが馬券を発売する凱旋門賞や香港国際競走など海外のレースも同様に分析していく。
私コレで競馬にハマりました（日曜2部）
ELEVEN KEIBA HEADLINE→ELEVEN KEIBA TOPICS（2部）
1週間の競馬関連ニュースを紹介。2016年4月放送分よりBGMが変更され、ヘッドライン部分も回転式から短冊状に変更。2017年1月の全面リニューアルに伴い、土曜の2部に変更の上で現在のコーナー名となった。
最終キング争奪戦→最終の神の手を探せ!→最終レースで穴ざんまい!→最終戦隊リベンジャー→
土曜：東の穴!西の穴!虎の穴!→穴にもう1点いかが→秋の最終はアナタにおまかせ♪→秋のデータで最終もう1頭→目指せ最終1・2フィニッシュ→最終レースはあなたにおまかせ!（土曜2部）
日曜：最終戦隊アテタインジャー→咲良の最終レース波乱予報→神様!!仏様!まきおさま〜っ!→最終レースあなたの見解（2部）
新聞記者や芸能人が最終レースを本気で予想する。予想ボードでは大穴狙い（虎の穴）のミスターXも登場。
2016年12月までは土曜・日曜共通だったが、2017年1月の全面リニューアル以降、土曜日と日曜日で別コーナーとなる。なお、コーナー名の変遷については、上記を参照。
土曜2部は、1部放送中に予想を的中させたレースが最も多いスタジオ解説者・パドック解説・舩山の中から選ばれる。なお、2019年11月2日放送分では1部で誰もレースを的中させられなかったため、高田自身が予想をすることになった。2020年上半期は高田が独自データで選んだ、最終レースでのおすすめの1頭を挙げるコーナーであった。同年下半期はMC二人とその二人のうち、どちらかが指名した視聴者代表の3人で3頭BOXを予想し、1・2フィニッシュを目指そうという企画となる。
2019年は日曜2部の形式が変わり、岡田スタッド代表・JRA馬主岡田牧雄が札幌競馬場から当日最終レースの買い目を電話発表するものとなっていた（ただし、岡田が電話出演できない場合は宮島が予想のみコメントを代読していた）。
2020年は番組が前年12月から開始した「X』（旧Twitter）との連動企画となった。
明日はこの馬狙い打ち

明日から使える穴馬券講座→明日から使える穴馬券講座ハイパー（土曜2部）
穴党である舩山が、様々なデータを駆使しながら翌日にあるレースの穴馬を紹介する。
名勝負の森（土曜2部）

もう1度見たい!あの馬、あの騎手、あのレース（日曜2部）
番組公式SNS（Twitter、Facebook）連動企画。
咲良!コレを買え! by 東幹久／東!コレを買え! by 宮島咲良（日曜1部）
日曜のメインレースの中で東や宮島が注目している本命馬を相手側（東の場合は宮島、逆の場合は東）に向けて紹介。
3連単プラチナム
もしもし 突然ですが東です（日曜2部）
東が日曜のメインレースで勝利した競走馬の調教師や新記録を達成した騎手の報告を生電話などで繋いでいく。
競馬おもしろクイズバトル おうまのQ（日曜2部→土曜1部、2部・日曜2部）
ラジオNIKKEIのアナウンサーが競馬に関する二択から四択のクイズを出題。四半期毎に分けて行われ、出演者と正解数を競い合う。形式上は徳光がやっていた「これが本当のクイズダービー→クイズイレブンダービー」に近い構成。2018年からは新ルールとして年間王者に加えてシーズンチャンピオンが新設されてシーズン王者になるとプチな賞品が付く。さらに、2019年からはデータ放送により視聴者も双方向で参加できるようになった（クイズに参加およびクイズに正解するごとにポイントが獲得でき、一定のポイントを得ると四半期ごとの賞品に応募するためのパスワードを獲得できる）。また、2022年下半期より土曜日にも放送されるようになった。尚、5月最終週（もしくは6月1週目）の日本ダービーと目黒記念開催日と12月開催の香港国際競走開催日の2回はお休みとなる。
俺のG!（日曜2部）
次週開催されるJRAの重賞に関連して、出演者（主に東）の記憶に残る過去の同レース回顧を行う。
明日のGI あか〜んデータ（土曜2部）
パトロールビデオから見えた事実
明日のヤッホース!
咲良のUMAJOBリポート

### 過去
あゆ美の激アツ!ジョッキーデータ→あゆ美のこれ来ちゃいますよ!!（2部）
2016年4月放送分より変更された「これ来ちゃいますよ!!」では競馬の必勝法に欠かせないキーワードを紹介し、そのキーワードから来ちゃうようなデータをあぶり出していくというもので、ほとんどは重賞に関係するデータが多い。最後にはあゆ美の「侮っていると、来ちゃいますよ!」で終わる。
明日のイチ押しメイクデビュー（2部）
明日開催されるJRAの新馬戦から、解説者が特に注目している馬を紹介。コーナー自体は終了したが、姉妹番組である『うまナビ!イレブン』内の1コーナー、「メイクデビュー調査隊」にてこの趣旨は受け継がれているようである（ただし、こちらは「明日」ではなく、「来週」と表記が変わっている）。
明日も当てまSHOW!（2部）
1人の芸能人にスポットを当て、競馬にまつわるエピソードを踏まえ明日のメインレースの予想を紹介。
競馬 de ドボン！
コーナー開始時期は不明ながら、2016年まで放送されていた。2025年2月2日放送分にて同日の2部で約8年ぶりに復活を果たすことが宮島から告げられ、コーナー復活となった。また、この週は「おうまのQ」についてもこれまで通りに放送された。
これが本当のクイズダービー→クイズイレブンダービー（徳光出演日の日曜2部、開催は不定期）
競馬に関するクイズを出題。徳光は大橋巨泉の後任でTBSテレビ『クイズダービー』の司会を1990年10月改編から番組終了まで担当した。また、競馬中継ではフジテレビ『チャレンジザ競馬』が『クイズダービー』に近い構成であった。なお問題はラジオNIKKEIの小林雅巳が作成し、競馬実況Webで小林が担当している『挑戦!聴く競馬クイズ』とも関連があった。
本企画の中で宮島が「ビッグレッドファーム代表・岡田繁幸さんの所有馬の名付け親になれる権利」を獲得し、サクラザチェンジと命名。同馬は中央では未勝利に終わったが、2023年まで地方で現役生活を続け2勝を挙げた。
ジョッキー名鑑（土曜2部）
JRA所属の騎手を詳しく掘り下げる。2017年1月から2018年12月15日までの放送で、計58人の騎手にインタビューした。
コレがわたしの本命グルメ!（日曜2部） ナレーション：舩山
2019年の企画。ラジオNIKKEIアナウンサーとスタジオ解説者が開催中の競馬場周辺にあるおすすめの料理店を紹介する。なお、食べログとも連動しており、放送翌日の月曜日に食べログ内の特設コーナーが更新される。
海外競馬のギモン教えて!木南記者
JRAでの馬券発売が行われる海外GI競走開催日、かつ木南がスタジオ解説の場合に放送。木南の退任に伴いコーナー消滅。
愛ちゃんコレを見て!（土曜2部）
皆藤が1年目の時に放送されていた。内容としては競馬初心者である彼女に「すごいレース」を見せ、競馬を好きになってもらおうという趣旨のコーナー。コーナー開始時に高田が『愛ちゃんコレを見て!』と言った後、皆藤が『はい、見させていただきます』と答えてからコーナーが始まる。番組公式Twitterで視聴者から皆藤に見せたいレースを募集する。形式的には日曜2部の『俺のG!』に近い。
初回で取り上げたレースは2012年3月18日の阪神大賞典であった。
侑里と秋の天国と地獄→愛と秋の今日のメインはこれを買うぞー!（土曜）
高見と高田によるメインレースの予想勝負。予算1000円で馬券を購入し、回収率の高さを争う。1部で予想を発表し、2部で結果発表を行う。
2020年から2024年は皆藤との勝負だが皆藤が競馬初心者のため、馬券の種類を1種類に固定した上の勝負となっていた。高田の卒業に伴って、2024年12月28日を以ってコーナーを終了した。

## イレギュラー放送

### 重賞競走の中継について
テレビの中央競馬中継が地上波（土曜日はTXN、日曜日はFNS）で放送される15時台は当番組が原則休止となるため、平地の重賞競走は発走時刻が最初から16時以降に設定されているGII目黒記念（2006年から日本ダービー当日の東京競馬最終競走、発走時刻17時）と、GIII京阪杯（2015年よりジャパンカップ当日の京都競馬最終競走、発走時刻16時15分）のみBS11で中継する。
障害の重賞競走のうち、J・GII／J・GIIIは第1部放送中の第8レースに組まれることが多いため、本番組で放送する。なお、有馬記念前日の第10レースで行われるJ・GI中山大障害は、BS側ではBSテレ東『ウイニング競馬』の放送が始まっている時間帯のため、2022年まで『JRA競馬中継』内で関東独立局向けに裏送りを行っていた。なお同様にJ・GIの中山グランドジャンプは皐月賞前日の第11レースに組まれるため、本番組では放送しない。
東日本大震災（東北地方太平洋沖地震）が発生した2011年に東京競馬場で施行されたJpnI第24回マイルチャンピオンシップ南部杯は月曜日開催でテレビ東京・KBS京都・フジテレビのいずれも中継を編成しなかったことを受け本番組で代替編成を実施したため、2018年のGII金鯱賞はFNSが『FNN3・11報道特番 その避難は正解か!?』を優先して競馬中継の放送時間を15時30分からに短縮したことを受け第1部の終了時間を30分延長し、結果的に本番組の放送時間中に発走したため、また同年に京都競馬場で施行されたJpnIJBCレディスクラシックは当日の最終レースで第2部の放送時間中に発走したため、それぞれ本番組で中継している。

### フジテレビ系列の中継が休止される場合
フジテレビ系列で『FNS27時間テレビ』が放送される場合、地上波での競馬中継が休止となる。この場合BSフジ『BSみんなのKEIBA』→『BSスーパーKEIBA』が放送されれば、BS11は通常通り15時台を休止するが、BSフジでも放送できない場合はフジテレビとBS11で協議の上対応を決定するか、グリーンチャンネル『全レース中継』を全レース無料放送とする。
東日本大震災後は27時間テレビ以外に報道特番でも競馬中継が休止、ないしは短縮されることがある。このうち2018年3月11日の金鯱賞はBS11で放送（前述）。2012年3月11日（東日本大震災1周年）と、2019年11月10日（令和大礼祝賀御列の儀）はBSフジで放送されたため、BS11は通常通り15時台休止となった。

### 海外G1競走放送時の対応
JRAが馬券発売の対象としている海外G1競走は、グリーンチャンネルの映像を使用する。JRAのWINSで海外競馬が放映されているがそのルートと同じ様にBS11に配信されている。このうち、香港国際競走の香港マイルは第2部で生中継し、その他のレースについては土曜1部のイレブンケイバトピックス内でVTRを交えて紹介する。

### ダートグレード競走中継について
BS11でのダートグレード競走の放送実績は以下の通り。特別番組扱いのため、通常のMCは出演しない。アシスタントアナウンサーはラジオNIKKEIから出動するのが基本だが、舩山や元当番組アシスタントの内田が入ったこともある。また、2021年以降にTCKで行われた競走の特別番組では、TCKイメージキャラクターを務める芸能人のゲスト出演がある場合あり。
羽田盃
- 『2024 羽田盃生中継〜ダート三冠 開幕〜』（2024年） ゲスト：橋本マナミ MC：福原直英 スタジオ解説：細江純子・古谷剛彦[19]
- 『2025 羽田盃生中継〜ダート三冠 開幕〜』（2025年） ゲスト：蛍原徹　MC：福原 スタジオ解説：細江・古谷[20]

東京ダービー
- 『2024 東京ダービー生中継〜ダート三冠 大一番〜』（2024年）ゲスト：田中道子・山本昌　MC：福原 スタジオ解説：細江・古谷
- 『2025 東京ダービー生中継〜ダート三冠 大一番〜』（2025年）ゲスト：Lynn・山本　MC：福原 スタジオ解説：細江・古谷[21]

帝王賞
- 『帝王賞生中継 令和元年!上半期のダート頂上決戦』（2019年） MC：TIM スタジオ解説：細江
- 『帝王賞生中継 上半期のダート頂上決戦』（2020年） MC：TIM スタジオ解説：細江 アシスタントアナウンサー：小塚
- 『帝王賞生中継』（2021年） ゲスト：志尊淳　MC：TIM スタジオ解説：細江・渡辺敬一〈競馬ブック南関東公営版船橋担当TM〉 アシスタントアナウンサー：米田
- 『2022 帝王賞生中継』（2022年） ゲスト：志尊 MC：TIM スタジオ解説：細江・八重樫英貴〈別名：ジョーカー八重樫、競馬ブック東京支社地方編集部〉 アシスタントアナウンサー：中野
- 『2023 帝王賞生中継』（2023年） MC：TIM　スタジオ解説：三浦凪沙（サンケイスポーツ）・八重樫 アシスタントアナウンサー：大関[22]
- 『2024 帝王賞生中継』（2024年） MC：TIM　スタジオ解説：三浦・市川俊吾（日刊競馬）　アシスタントアナウンサー：大関
- 『2025 帝王賞生中継』（2025年）MC：TIM　スタジオ解説：三浦・市川　アシスタントアナウンサー：山本[23]

ジャパンダートクラシック
- 『2020 ジャパンダートダービー生中継』（2020年） MC：土屋伸之〈ナイツ〉 スタジオ解説：細江・渡辺
- 『2021 ジャパンダートダービー生中継』（2021年） ゲスト：菜々緒 MC：斎藤司（トレンディエンジェル） スタジオ解説：細江・八重樫 アシスタントアナウンサー：舩山
- 『2022 ジャパンダートダービー生中継』（2022年） MC：福原 スタジオ解説：細江・市川 アシスタントアナウンサー：内田敦子
- 『2023 ジャパンダートダービー生中継』（2023年） ゲスト：陣内孝則 MC：福原 スタジオ解説：細江・市川
- 『2024 ジャパンダートクラシック生中継〜ダート三冠 最終決戦〜』（2024年） ゲスト：本郷奏多 MC：福原 スタジオ解説：細江・古谷[24]
- 『2025 ジャパンダートクラシック生中継〜ダート三冠 最終決戦〜』（2025年）

JBC競走
- 『ダート競馬の祭典「JBC大井」生中継』（2017年） MC：TIM スタジオ解説：細江

「JBCスプリント」「JBCクラシック」の2競走とJRAの京都競馬12Rを中継（「JBCレディスクラシック」はVTRで放送）。
- 『ダート競馬の祭典 JBC2021生中継』（2021年） MC：TIM スタジオ解説：細江、渡辺

他ダートグレード競走やレギュラー放送を含めても初となる自局のYouTubeチャンネルでの同時生配信を実施した。ただし、インターネット配信の性質上衛星波放送との間に遅延がある。
- 『ダート競馬の祭典 JBC2024生中継』（2024年） MC：レッド吉田（TIM） ゲスト：山本昌  スタジオ解説：三浦・市川 アシスタントアナウンサー：小林[26][注 49]

東京大賞典
- 『今年最後のGI 東京大賞典生中継』（2016年） MC：土屋 スタジオ解説：細江
- 『今年最後のGI 東京大賞典生中継』（2017年） MC：TIM スタジオ解説：細江
- 『今年最後のGIを制するのはどの馬だ!? 東京大賞典生中継』（2018年）[27] MC：TIM スタジオ解説：細江

ただし、2019年・2020年・2022年・2023年のJBC競走及び2019年からの東京大賞典はフジテレビ・BSフジ（『BSスーパーKEIBA』）主導の中継となっている（2022年のJBC開催週は11月6日に特別番組として、別の競馬関連番組（ニッポン競馬謎学紀行〜ユニオンジャックからの蹄跡〜（ナビゲーターは大塚寧々）を放送）。

### 月〜金曜日の競馬中継について
3日間開催や代替競馬・続行競馬で土曜・日曜以外の日に中央競馬が施行される際には、全レースグリーンチャンネルで無料放送を行うため、本番組の放送は原則行わない。ただし東西主場で代替競馬・続行競馬の場合、地上民放で競馬中継が編成されなければ15:00 - 16:00に本番組が放送される場合がある（2018年10月2日・4回阪神9日目代替競馬などが該当）。
3日間開催など事前にスケジュールされている場合は遅くとも10日前までに、代替競馬や続行競馬では前日までにJRA広報部から競馬中継番組変更のプレスリリースがあり、本番組は基本日曜日の出演者シフト（MCは東・宮島）で放送される。
2017年11月3日の京都12RはJBCと重なったため、前述の特別番組内で中継された。

### 社杯「BSイレブン賞」
日本BS放送の寄贈賞が付いた社杯「BSイレブン賞」（2013年より毎年2回東京8日目12R、ダート1400m<2013年：2100m、2015 - 2016年：1600m>）は、第2部で放送できるようにGIヴィクトリアマイル開催日の最終レースに競馬番組が組まれている。通常のパドック解説、レース中継に加えて、本馬場入場や勝利ジョッキーインタビューが中継される年度がある（同じ事象だった2020年は不明）。また、中継が再開された2023年以降は現土曜MCが東京競馬場から出演する。
2021年からは、大井競馬場においてもBSイレブン賞競走が設けられた。2022年・2023年はジャパンダートダービーの、2024年は帝王賞の、2025年は東京ダービーの直後のレースとして行われ、特別番組の中で放送できるように設定された。

### 放送事故
2015年2月21日は、BS11側の機器障害により、通常時より約55分間遅れての放送開始となった。

### 夏季競馬「競走時間帯の拡大」に伴う放送時間の延長
2024年より、暑熱対策への更なる対応策として2回新潟競馬に休止時間が設けられ、最終レースの発走を18時25分とする競走時間帯の拡大が実施される。これを受け、本番組は第2部の放送枠を拡大し、該当する開催日は19時まで中継を実施することがJRAより発表されている。2025年もこれを受け、該当する開催日は19時まで放送時間を延長する。

## 新型コロナウイルス関連での対応
新型コロナウイルス感染症の流行関連の対応としては、2020年4月5日の放送分まではアシスタントアナウンサーも間隔をとって出演していたが、感染拡大を防止する観点のため同年4月11日の放送分からは声のみの出演となっている。また、解説者についても19日まではスタジオに出演していたが、25日放送分より同様の理由により、別のスタジオからの出演となっていた。
なお、6月6日週の放送分と2022年1月29日週の放送分については2020年は米田元気が当番組初登場であったことから、2022年は木和田篤が約6年ぶりに復帰して最初の回だったため、それぞれの週はともに第1部開始時のみ顔出しで出演している。米田にとっては通常放送で唯一のスタジオ出演となった。
国の新型コロナウイルス感染対策の行動制限緩和に伴い、2023年4月9日から対応前の形態に戻り、解説者とアシスタントアナウンサーも同じスタジオでの出演となっている。ただし、ゲストがアナウンサー席に座る場合の土曜は例外で、対応時と同様に天の声での出演となる。（）

## 関連番組
- うまナビ!イレブン - 開催当日の夜に放送されている競馬情報番組[31]